# Rudy Ford
Jonathan Ford, detto Rudy (Big Cove, 1º novembre 1994), è un giocatore di football americano statunitense che milita nel ruolo di cornerback per i Green Bay Packers della National Football League (NFL).

## Carriera

### Arizona Cardinals
Ford al college giocò a football con gli Auburn Tigers dal 2013 al 2016. Fu scelto nel corso del sesto giro (208º assoluto) nel Draft NFL 2017 dagli Arizona Cardinals. Il 14 maggio firmò un contratto quadriennale del valore di 2,54 milioni di dollari. Debuttò come professionista subentrando  nella gara del primo turno contro i Detroit Lions mettendo a segno un tackle.

### Philadelphia Eagles
Nel 2019 Ford fu scambiato con i Philadelphia Eagles.

### Jacksonville Jaguars
Il 17 marzo 2021 Ford firmò un contratto biennale con i Jacksonville Jaguars.

### Green Bay Packers
Il 31 agosto 2022 Ford firmò con i Green Bay Packers.